# WTA-toernooi van Forest Hills

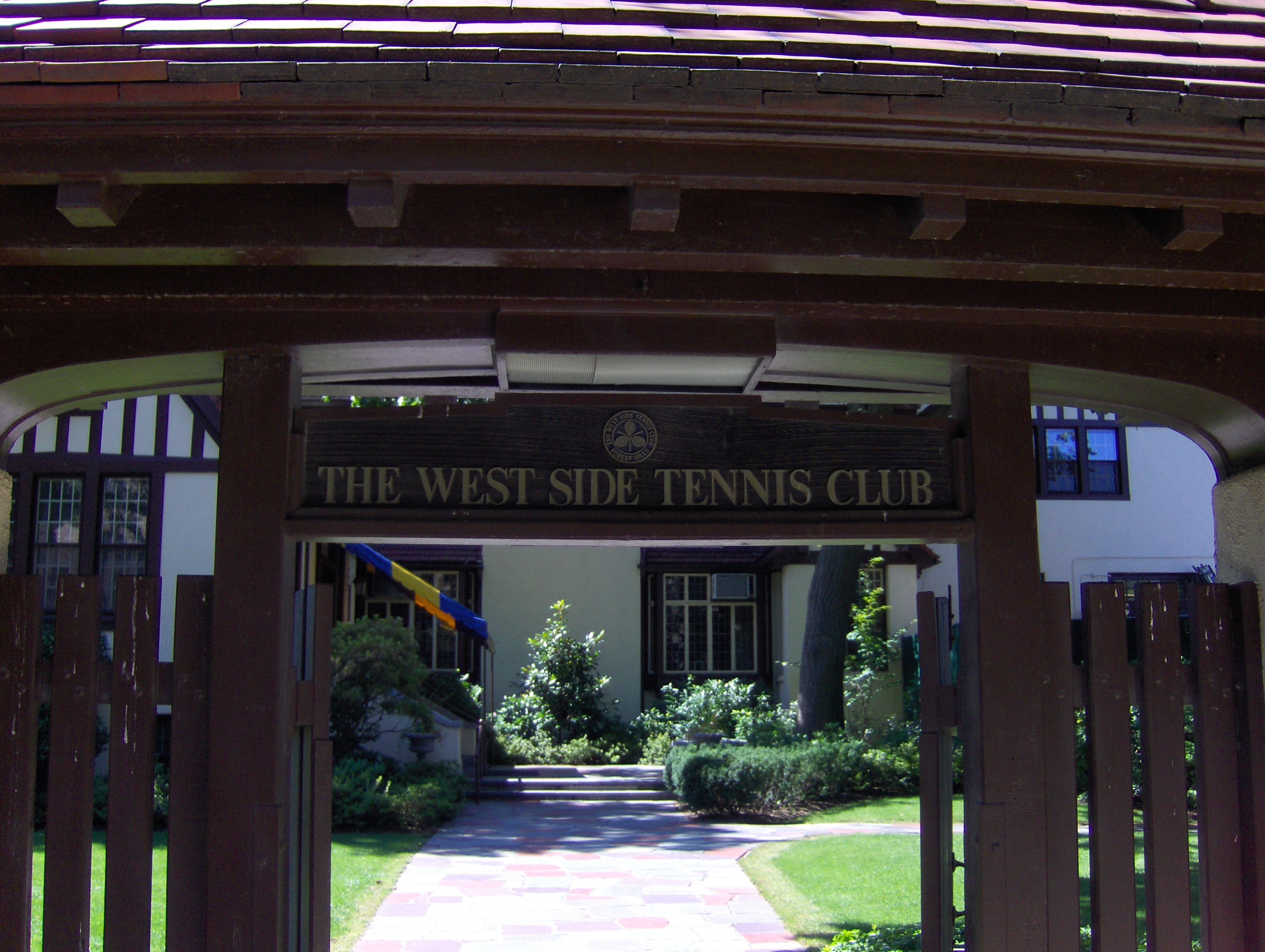
Toenmalige toernooilocatie

Het WTA-toernooi van Forest Hills was een tennistoernooi voor vrouwen dat van 2004 tot en met 2008 plaatsvond in Forest Hills, een deel van de wijk Queens in New York. De officiële naam van het toernooi was Forest Hills Tennis Classic.
De WTA organiseerde het toernooi vijf keer. In 2004 viel het in de categorie "Tier V", en daarna in de categorie "Tier IV". Op hardcourt-buitenbanen werd door zestien deelneemsters per jaar gestreden om de titel in het enkelspel. Er was geen kwalificatietoernooi, noch een dubbelspeltoernooi aan verbonden.

## Finales
| Datum      | Naam                   | Cat.    | ($)    | Ondergrond        | Winnares            | Verliezend finaliste | Uitslag       |         |
| ---------- | ---------------------- | ------- | ------ | ----------------- | ------------------- | -------------------- | ------------- | ------- |
| 2004-08-24 | Women's Tennis Classic | Tier V  | 65.882 | hardcourt, buiten | Jelena Lichovtseva  | Iveta Benešová       | 6-2, 6-2      | details |
| 2005-08-23 | Women's Tennis Classic | Tier IV | 74.800 | hardcourt, buiten | Lucie Šafářová      | Sania Mirza          | 3-6, 7-5, 6-4 | details |
| 2006-08-22 | Women's Tennis Classic | Tier IV | 74.800 | hardcourt, buiten | Meghann Shaughnessy | Anna Smashnova       | 1-6, 6-0, 6-4 | details |
| 2007-08-21 | Women's Tennis Classic | Tier IV | 74.800 | hardcourt, buiten | Gisela Dulko        | Virginie Razzano     | 6-2, 6-2      | details |
| 2008-08-19 | Women's Tennis Classic | Tier IV | 74.800 | hardcourt, buiten | Lucie Šafářová      | Peng Shuai           | 6-4, 6-2      | details |

## Trivia
- Op deze locatie (West Side Tennis Club, Queens) werden in de periode 1915–1977 de United States Open Tennis Championships gehouden.

2004 · 2005 · 2006 · 2007 · 2008
ITF-toernooien (mannen en vrouwen)

ATP-toernooien (mannen) – ATP-seizoen 2025

WTA-toernooien (vrouwen) – WTA-seizoen 2025

Voormalige toernooien mannen
Voormalige toernooien vrouwen
Voormalige amateurtoernooien